# Marmota caligata
La marmotta delle Montagne Rocciose (Marmota caligata Eschscholtz, 1829) è un roditore della famiglia degli Sciuridi, endemica delle Montagne Rocciose statunitensi da cui prende il nome.
Il suo habitat si trova le montagne del nord-ovest del Nord America e vivono vicino ai limiti del bosco, su pendii con erba e piante con cui cibarsi e aree rocciose in cui ripararsi.